# Mounir Amrane
Pour les articles homonymes, voir Amrane.
Mounir Amrane est un footballeur algérien né le 1er janvier 1978 à Merouana dans la wilaya de Batna. Il évoluait au poste d'arrière droit.

## Biographie
Il joue en Division 1 avec les clubs de l'USM Annaba, du MC Alger, de l'ES Sétif, de l'US Biskra, de la JSM Béjaïa, et enfin du CRB Aïn Fakroun.

## Palmarès
- Accession en Ligue 1 en 2006 avec l'US Biskra.
- Accession en Ligue 1 en 2008 avec le MSP Batna.
- Accession en Ligue 1 en 2013 avec le CRB Aïn Fakroun.